# Burn the Witch (манґа)
Burn the Witch (стилізовано BURN ☩HE WITCH, укр. Спалити Відьму) — японська серія манґи, написана та проілюстрована Кубо Тайто. Вперше опублікована у Weekly Shōnen Jump як ван-шот у липні 2018 року. Серійне продовження ван-шоту публікується згідно з сезонним випусковим графіком. Перший сезон з 4 розділів публікувався у вищезгаданому журналі з серпня до вересня 2020 року. Оголошено другий сезон манґи. Прем'єра аніме-фільму, створеного студією Colorido, відбулась у жовтні 2020 року. Назва манґи походить від пісні 2016 року англійського гурту Radiohead.

## Сюжет
Історично склалося так, що 72% усіх смертей в Лондоні пов'язані з драконами. Жителі справжнього Лондона не в змозі бачити драконів, на відміну від жителів Паралельного Лондона.
У цьому «паралельному» місті існує спеціальна організація захисту природних драконів. Однак там є тільки одне непорушне правило — звичайним людям не можна доторкатися до драконів. Контактувати з ними можуть лише маги та відьми, а порушникам загрожує 100 років в'язниці або ж смертна кара.
Головні героїні Ноель Ніїхаші та Нінні Спенґкоул якраз є відьмами, в обов'язки яких входить догляд за драконами. Але одного разу трапляється непередбачувана ситуація: людина вступає в контакт з драконом. І розібратися в ній посилають саме Ноель та Нінні.Історія манґи Burn the Witch відбувається у всесвіті Bleach і обертається навколо двох відьом: Ноель Ніїхаші та Нінні Спенкґоул, які працюють у Західному відділенні Суспільства Душ, розташованому у «паралельному» Лондоні.

## Персонажі
Нінні Спенґкоул (яп. ニニー・スパンコール, Ніні Супанкору)
- Сейю — Тано Асамі[5]

Ноель Ніїхаші (яп. 新橋 のえる, Нїхасі Ноеру)
- Сейю — Ямада Юїна

Меїсі Мальджур (яп. メイシー・バルジャー, Меїсі Марудзя)
- Сейю — Хаямі Саорі[6]

Балґо Паркс (яп. バルゴ・パークス, Баруґо Пакусу)
- Сейю — Цутія Сімба[7]

Бруно Банґніф (яп. ブルーノ・バングナイフ, Burūno Bangunaifu)
- Сейю — Кобаяші Чікахіро[8]

Біллі Бенкс мол. (яп. ビリー・バンクス Jr., Birī Bankusu Junia)
- Сейю — Хірата Хіроакі[7]

Осуші-чан (яп. オスシちゃん)
- Сейю — Хікісака Ріє}}[7]

Вольфґанґ Слешгаут (яп. ウルフギャング・スラッシュハウト, Urufugyangu Surasshuhauto)
- Сейю — Mugihito[8]

Салліван Сквеар (яп. サリバン・スクワイア, Sariban Sukuwaia)
- Сейю — Шімізу Харука[8]

Roy B. Dipper (яп. ロイ・B・ディッパー, Roi B Dippā)
- Сейю — Танака Мію[8]

## Медіа

### Манґа
Burn the Witch написана та проілюстрована Кубо Тайто. Ван-шот зі 62 сторінок вперше був опублікований у 33 випуску Shueisha Weekly Shōnen Jump 14 липня 2018. У березні 2020 було анонсовано, що мінісерія буде виходити у Weekly Shōnen Jump на додачу к анонсованому аніме-фільму. «Перший сезон» Burn the Witch продовжив сюжет ван-шоту і виходив у Weekly Shōnen Jump чотири тижні, з 24 серпня по 14 вересня 2020. «Другий сезон» було анонсовано у завершальній главі першого сезону. 2 жовтня 2020 Shueisha випустили перший сезон одним танкобоном з 260 сторінок, до якого також увійшов ван-шот.
16 липня 2018 Viz Media випустили ван-шот у американському виданні Weekly Shonen Jump. Viz Media випускали англомовну версію манґи одночасно з виходом японськомовної. У лютому 2021 Viz Media анонсували вихід першого тому Burn the Witch англійською. Він вийшов 19 жовтня 2021.

#### Список томів
| № | Назва                           | Японською     | Японською              | Англійською    | Англійською            |
| № | Назва                           | Дата виходу   | ISBN                   | Дата виходу    | ISBN                   |
| --- | ------------------------------- | ------------- | ---------------------- | -------------- | ---------------------- |
| 1 | Don't Judge A Book By Its Cover | 2 жовтня 2020 | ISBN 978-4-08-882428-4 | 19 жовтня 2021 | ISBN 978-1-9747-2359-1 |
| \| - 0.8. «Don't Judge A Book By Its Cover» (ван-шот) - 01. «Witches Blow A New Pipe» - 02. «Ghillie Suit» - 03. «She Makes Me Special» - 04. «If A Lion Could Speak, We Couldn't Understand» \| |                                 |               |                        |                |                        |
| - 0.8. «Don't Judge A Book By Its Cover» (ван-шот) - 01. «Witches Blow A New Pipe» - 02. «Ghillie Suit» - 03. «She Makes Me Special» - 04. «If A Lion Could Speak, We Couldn't Understand»       |                                 |               |                        |                |                        |

### Фільм
У березні 2020 було анонсовано, що серія отримає адаптацію у вигляді аніме-фільму від студії Studio Colorido, режисером стане Кавано Тацуро. Фільм був випущений Shochiku 2 жовтня 2020 у Японії. Головною музичною композицією стала пісня «Blowing», виконана Nil. Фільм також доступний для перегляду в інших регіонах окрім Азії, але ця версія відрізняється від японської версії для прокату. 1 жовтня 2020 на сервісі Crunchyroll фільм вийшов у вигляді 3 окремих епізодів. Viz Media також випустили серію для домашнього перегляду У Південно-східній та Південній Азії компанія Muse Communication отримала ліцензію на показ фільму на YouTube.

### Інші медіа
У жовтні 2020 відбулася колаборація серії з мобільною грою Bleach: Brave Souls, куди додали Нінні та Ноель як ігрових персонажів. Також було випущено спеціальну серію мерчу Brave Souls x Burn the Witch, який отримало 150 випадкових гравців через розіграш у офіційному твітер-акаунті гри. Рік потому відбулася чергова колаборація і у гру додали нового ігрового персонажа - Бруно Банґніфа. У травні 2022 Нінні та Ноель були додані ігровими персонажами до мобільної гри Bleach: Immortal Soul.

## Критика
Було продано 86 066 копій першого тому Burn the Witch у перший тиждень і 68 810 копій у другий.
Скайлер Аллен з The Fandom Post зазначив, що незважаючи на те, що серія не має «іскри» як початок Блічу,  ван-шот Burn the Witch все ще цікавий і має потенціал для розвитку в поноцінний серіал, але забагато зусиль приділено для започаткування його окремої історії. Він похвалив стиль Кубо Тайто та дизайн персонажів, але розкритикував ван-шот за відсутність конкретної ідеї, на якій можна було б сфокусуватися.